# ウビガン
ウビガン（仏: Houbigant）は、フランスの香水メーカーの一つ。香水商のジャン・フランソワ・ウビガン（Jean-François Houbigant）が、1775年にパリのフォーブール＝サントノレ通り19番地（現在のパリ8区）に「花々の籠」というロマンチックな看板を掲げてオープンした。
ポンパドゥール夫人、デュ・バリー夫人、マリー・アントワネットらが愛用した。1793年、マリー・アントワネットはギロチンにかけられるその時まで、ウビガンの3本の小瓶を胴衣に忍ばせていた。
"フィリップ・エガリテ"妃ルイーズ・マリー・ド・パンティエーヴル (マドモワゼル・ド・パンティエーヴル)、レカミエ夫人、ナポレオン后妃ジョゼフィーヌらも愛用し、ナポレオンは戦役中も手放さず、百日天下の時も初めに取り掛かったのは戦争の準備と、合間を縫ってウビガンの店に買い物に行くことだった。
時代を下り、七月王政期のルイーズ・マリー・アデライード・ドルレアン、ナポレオン3世后妃ウジェニー、英女王ヴィクトリア、英王エドワード7世・王妃アレクサンドラ、ロシア皇帝アレクサンドル3世・后妃マリア (上記英王妃アレクサンドラの妹)、最期のロシア皇帝ニコライ2世后妃アレクサンドラ、ダイアナ妃ら･･･多数の王侯貴族らも愛用した。
日本では、フランス留学経験のある西園寺公望が晩年まで愛用した。
メンズ物に多い、木の葉を思わせる軽く爽やかな香りのフゼア系（フゼアノート）香水の原点となる「フジェール・ロワイヤル(Fougère Royale)」は、ウビガン社が1882年に人工合成香料のクマリンを調合して発売した。
1880年、会社機能と事業所をヌイイ＝シュル＝セーヌに移転した。
1989年から90年代初頭にかけて、ジバンシーやケンゾーから販売された。現在はダナ・パフューム社がライセンスを持っている。